# Karl von Brodeßer
Karl Brodeßer, seit 1856 Ritter von Brodeßer (* 16. Juli 1795 in Mannheim; † 2. Februar 1876 in München) war ein bayerischer Feldzeugmeister.

## Leben

### Militärkarriere
Brodeßer war der Sohn eines bayerischen Oberfeuerwerkers. Er trat am 6. Mai 1804 als Tambour in das Artillerieregiment der Bayerischen Armee ein und nahm 1805 an der Seite Frankreichs am Dritten sowie in den Jahren 1809/12 am Fünften Koalitionskrieg und am Russlandfeldzug teil. Seit Ende November 1811 war er Kanonier im Regiment und rückte im August 1813 zum Unterleutnant auf. Nunmehr auf Seiten der Alliierten nahm Brodeßer 1813/15 an den Befreiungskriegen teil und erhielt dafür das Militärdenkzeichen.
Er avancierte im Januar 1823 zum Oberleutnant und wurde mit der Bildung am 11. Oktober 1824 in das 2. Feldartillerie-Regiment versetzt. Brodeßer stieg Ende Januar 1833 zum Hauptmann, war von Ende Oktober 1845 bis Ende Februar 1846 als Major im 1. Artillerie-Regiment tätig und kehrte anschließend wieder zum 2. Feldartillerie-Regiment zurück. Unter Beförderung zum Oberstleutnant erfolgte am 4. Mai 1848 seine Versetzung in das kurz zuvor aufgestellte 3. Artillerie-Regiment. Am 18. Oktober 1850 avancierte Brodeßer zum Oberst und Regimentskommandeur. In dieser Eigenschaft verlieh König Maximilian II. Joseph ihm am 1. Januar 1856 das Ritterkreuz des Verdienstordens der Bayerischen Krone. Damit verbunden war die Erhebung in den persönlichen Adelstand und er durfte sich nach der Eintragung in die Adelsmatrikel  „Ritter von Brodeßer“ nennen.
Vom 1. August 1856 bis zum 5. Mai 1863 war Brodeßer als Generalmajor Brigadier der Artillerie, wurde anschließend Kommandant des Artillerie-Korps-Kommandos in München und als solcher Ende Mai 1864 Generalleutnant. Während des Krieges gegen Preußen befand er sich 1866 als Feldartilleriedirektor im Stab des Prinzen Karl von Bayern bei der mobilen Armee. Nach dem verlorenen Krieg war Brodeßer ab Ende September 1866 auch bei der Beratungskommission über die zukünftige Artillerie-Bewaffnung tätig. In Würdigung seiner Verdienste ernannte König Ludwig II. ihn am 5. Mai 1870 zum Inhaber des 2. Artillerie-Regiments „vacant Lüder“ und verfügte, dass der Verband den Namen 2. Artillerie-Regiment „Brodeßer“ zu führen hatte. Obwohl Brodeßer während des Krieges gegen Frankreich nicht aktiv an Kampfhandlungen teilgenommen hatte, erhielt er am 12. März 1871 das Großkreuz des Militärverdienstordens.
Nach dem Friedensschluss wurde das Artillerie-Korps-Kommando am 1. April 1872 in Inspektion der Artillerie und des Trains umbenannt und Brodeßer zum Inspekteur ernannt. Unter Verleihung des Charakters als Feldzeugmeister und unter Belassung in seiner Stellung als Regimentsinhaber wurde er am 8. Mai 1873 mit Pension zur Disposition gestellt. Er starb am 2. Februar 1873 und wurde auf dem Alten Südfriedhof beerdigt.

### Familie
Brodeßer verheiratete sich am 7. November 1846 mit Karoline von Vollmar (1821–1899), mit der er zwei Kinder hatte. Sie war eine Tochter des Geheimen Sekretärs und Rates im Innenministerium Karl von Vollmar und dessen Ehefrau Anna, geborene Dietrich. Der Politiker Georg von Vollmar war ihr Onkel.